# Ambulatorium

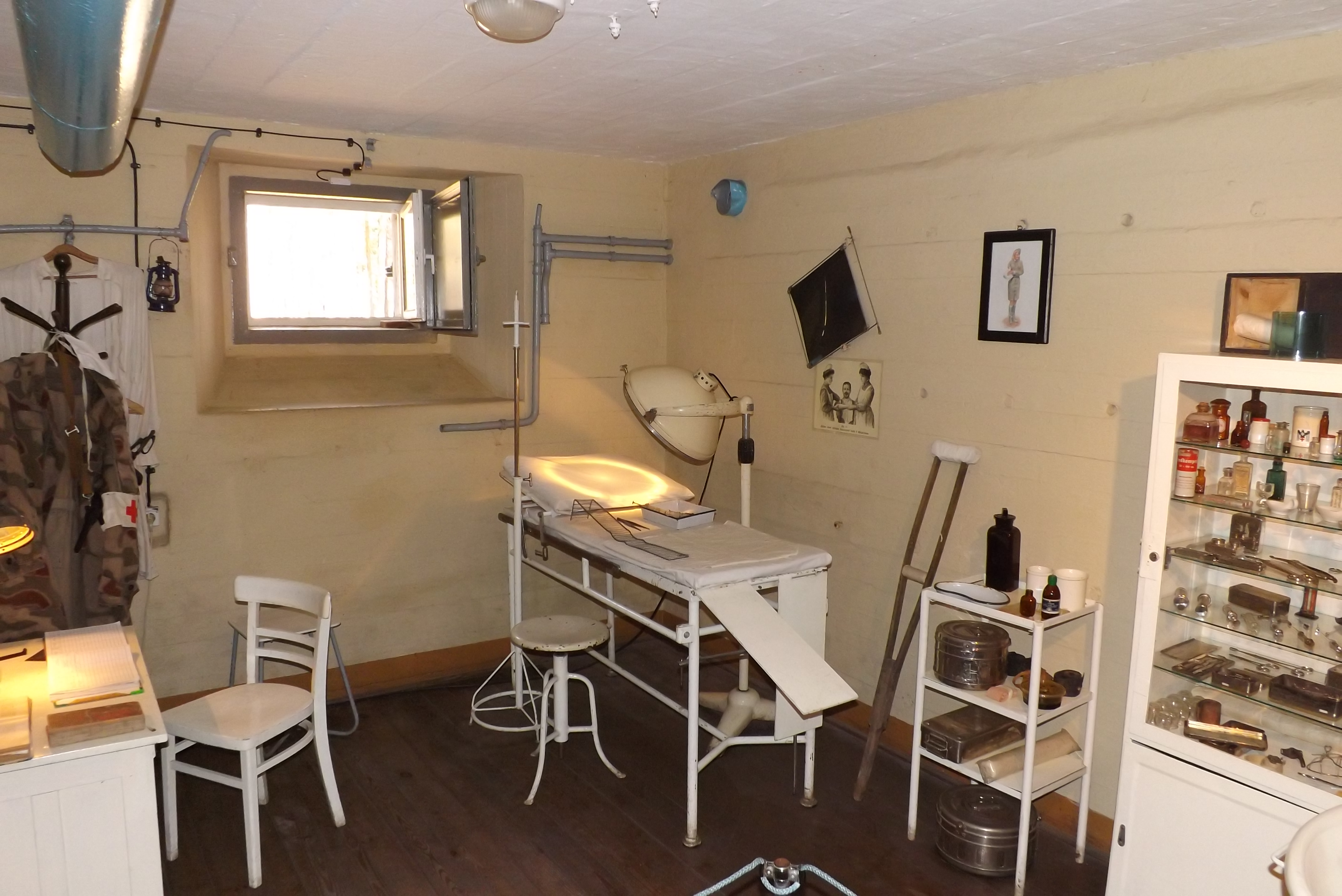
Wnętrze ambulatorium

Ambulatorium – miejsce pomocy doraźnej. Ambulatoria mogą znajdować się przy izbach przyjęć szpitali, w pogotowiu ratunkowym czy przychodniach / poradniach lekarskich. 
Ambulatoria zaopatrują pacjentów (urazowo-ortopedycznie, internistycznie, pediatrycznie) lub kierują do szpitala w przypadkach cięższych, niemożliwych do zdiagnozowania w pomocy doraźnej. W zależności od macierzystego przeznaczenia placówki służby zdrowia ambulatoria mogą być całodobowe (np. całodobowy szpital czy pogotowie ratunkowe) lub czynne w określonych godzinach (np. od 16 do 7 rano, w czasie gdy przychodnie są zamknięte, dla pacjentów wymagających iniekcji).
W ambulatorium przyjmuje lekarz, w zależności od prowadzonego ambulatorium jest to specjalista chorób wewnętrznych, chirurgii, chirurgii urazowo-ortopedycznej bądź specjalista chorób dzieci.
Leczenie ambulatoryjne nie przewiduje pobytu w szpitalu, lecz na podstawie skierowania z pomocy ambulatoryjnej leczenie takie jest możliwe.
Podstawowymi zadaniami ambulatoriów jest: 
Ambulatorium chirurgiczne /urazowo-ortopedyczne: opatrywanie ran, opatrywanie chirurgiczne ran, unieruchamianie złamań niewymagających cięć chirurgicznych, rozpoznawanie stanów zagrożenia życia, kierowanie do szpitala na ostry dyżur chirurgii ogólnej, chirurgii urazowo-ortopedycznej.
Ambulatorium internistyczne/pediatryczne: podawanie iniekcji (wstrzyknięć), rozpoznawanie stanów zagrożenia życia, wstępna diagnostyka chorób w rozumieniu chorób wewnętrznych i dziecięcych, podawanie leków.

## Ambulatoryjna opieka specjalistyczna, AOS
Kwestie ambulatoryjnej opieki specjalistycznej reguluje rozporządzenie Ministra Zdrowia z dnia 6 listopada 2013 r. w sprawie świadczeń gwarantowanych z zakresu ambulatoryjnej opieki specjalistycznej (Dz.U. z 2016 r. poz. 357, z późn. zm.).
Ambulatoryjna opieka zdrowotna polega na udzielaniu przez świadczeniodawców świadczeń opieki zdrowotnej osobom, które nie wymagają leczenia w warunkach całodobowych lub całodziennych. Świadczenia gwarantowane w zakresie ambulatoryjnej opieki specjalistycznej są udzielane w poradniach specjalistycznych w przypadkach wynikających ze stanu zdrowia (także w domu chorego) przez lekarza posiadającego odpowiednie kwalifikacje albo przez inną osobę, która ma uprawnienia do udzielania świadczeń specjalistycznych.
Świadczenia gwarantowane obejmują czynności diagnostyczno-lecznicze (w tym badanie pobranego materiału biologicznego) w zakresie niezbędnym do udzielenia świadczenia zgodnie z aktualną wiedzą medyczną.
Lekarz ubezpieczenia zdrowotnego, który leczy pacjenta w poradni specjalistycznej, jest zobowiązany do pisemnego informowania lekarza rodzinnego o rozpoznaniu, sposobie leczenia, rokowaniu, ordynowanych lekach, ich dawkowaniu i czasie stosowania oraz o wyznaczonych wizytach kontrolnych. Lekarz specjalista wystawia pacjentowi zaświadczenie z rozpoznaniem choroby i zalecaną farmakoterapią, na podstawie którego lekarz POZ może wystawiać recepty przez okres w nim wskazany.